# 汉莎天厨

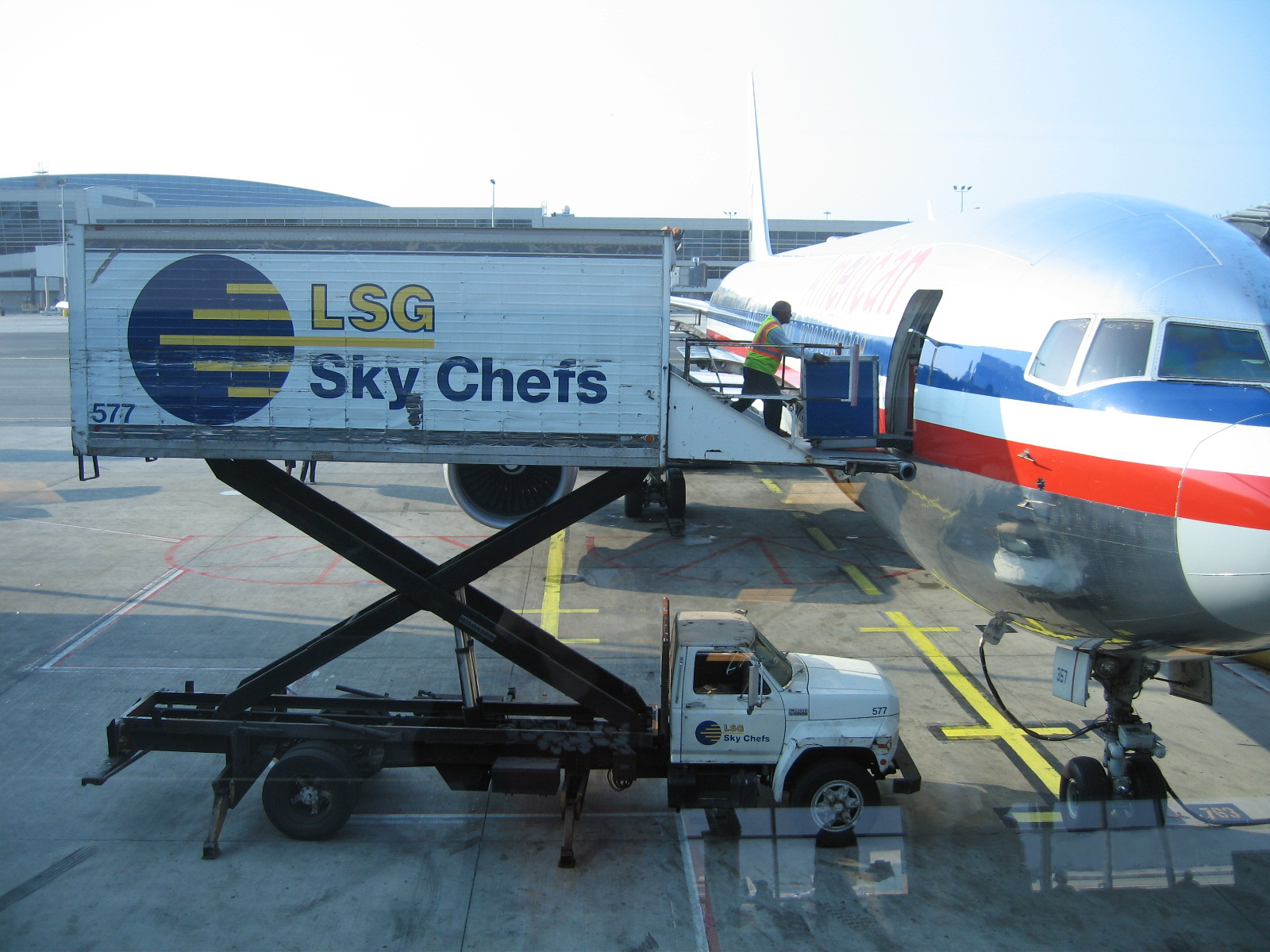
一輛LSG漢莎天廚的餐車在甘迺迪機場服務

漢莎天廚是漢莎航空公司服務持股公司專門研究飛機餐。漢莎天廚是德國漢莎航空的子公司。

## 历史
以前為美國航空的總公司AMR公司所擁有，漢莎天廚的工作是為國內與國際航班準備飯菜，飲料和點心。
公司的世界總部在法蘭克福，北美洲總部在歐文 (德克薩斯州)，公司在1942年就創立了。 在2004年，漢莎天廚服務了超過270家航空公司，並且準備了3億6千2百萬份餐點。漢莎天廚在49個國家有190個顧客服務中心。
漢莎天廚的主要顧客有德國漢莎航空， 美國航空， 墨西哥航空， 西北航空， SAS，瑞士國際航空， 聯合航空， 空中世界航空公司，和阿拉斯加航空。
漢莎天廚報告它們大约占有30%的飛機餐點業的市場。公司也提供非航空公司的服務，例如有在7-11和奧蘭多超市販售三明治；當中，與國泰港龍航空合營的香港分公司更承包部分學校膳食業務（包括香港中文大學和聲書院、屯門區部分中小學等）。
因漢莎航空膳食服務(香港)有限公司最大客戶-國泰港龍航空停運及新冠疫情雙重夾擊，漢莎航空膳食服務(香港)在2020年12月4日宣佈重整架構，現時632名員工將裁減約45%，即裁員近285人。

## 財政收入
- 2000年: €11億
- 2001年: €25億
- 2002年: €31億
- 2003年: €27億
- 2004年: €23億
- 2005年: €22億
- 2006年: €23億
- 2007年: €24億
- 2008年: €23億
- 2009年: €21億
- 2010年: €22億
- 2012年: €25億

## 外部連結
- 官方網頁 （页面存档备份，存于）